# Ben Harris
Ben Harris (1 de enero de 1990 en Londres) es un futbolista inglés que juega como delantero en el Ascot United.

## Carrera
En 2013 pasó del Windsor & Eton al Hampton & Richmond Borough. En 2015 decidió viajar a Nueva Zelanda, donde firmó con el Team Wellington. Apenas en su primera temporada fue el goleador de la ASB Premiership, en la que además su club se proclamó campeón al derrotar 4-2 al Auckland City en la final. Luego de repetir el título en la temporada 2016-17, regresó a Inglaterra para incorporarse en primer lugar al Windsor y posteriormente al Ascot United.

### Clubes
| Club                       | País          | Año             |
| -------------------------- | ------------- | --------------- |
| Windsor & Eton             | Inglaterra    | - 2013          |
| Hampton & Richmond Borough | Inglaterra    | 2013 - 2015     |
| Team Wellington            | Nueva Zelanda | 2015 - 2017     |
| Windsor                    | Inglaterra    | 2017            |
| Ascot United               | Inglaterra    | 2017 - Presente |

## Palmarés
| Título          | Club            | País          | Año     |
| --------------- | --------------- | ------------- | ------- |
| ASB Premiership | Team Wellington | Nueva Zelanda | 2015-16 |
| SS Premiership  | Team Wellington | Nueva Zelanda | 2016-17 |